# Polemannia simplicior
Polemannia simplicior är en flockblommig växtart som beskrevs av Olive Mary Hilliard och Brian Laurence Burtt. Polemannia simplicior ingår i släktet Polemannia och familjen flockblommiga växter. Inga underarter finns listade i Catalogue of Life.